# Re dei Visigoti
L'elenco dei re dei Visigoti si estende dai tempi delle migrazioni fino alla fine della monarchia visigota nel 720. Comprende quindi l'istituzione di un primo regno a Tolosa e poi del suo successore, il regno di Toledo, con capitale nella città omonima. Sebbene la linea monarchica vera e propria inizi con Alarico I, i Visigoti riconobbero Atanarico come loro primo monarca, che non fu mai ufficialmente re dei Visigoti ma giudice dei Goti Tervingi.

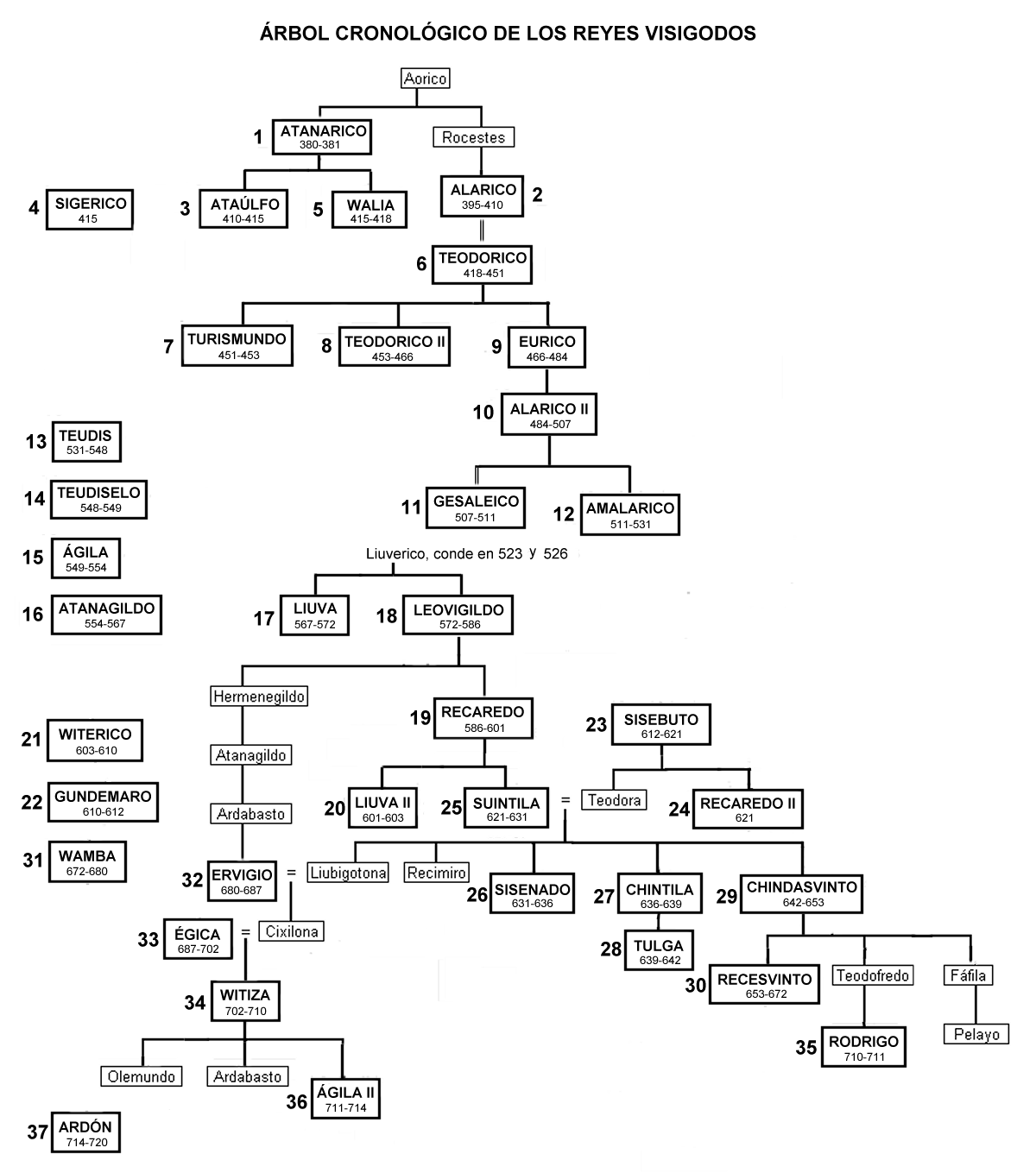
Cronologia dei re Visigoti

## Migrazione nella penisola iberica (410-418)
| Sovrano   | Ritratto | Ascesa al trono | Regno   | Commento |
| --------- | -------- | --- | ------- | --- |
| Alarico I |          | Nel 395 Alarico si ribellò all'Impero romano insieme ai gruppi Tervingi e Greutungi e fondò una nuova potenza visigota. | 395–410 | - Atanarico era considerato dai Visigoti come il primo dei loro re. Atanarico in realtà fu un giudice dei Tervingi dopo la Guerra gotica (376–382), in un periodo precedente alla formazione dei Visigoti. |
| Ataulfo   |          | Cugino e cognato di Alarico I                                                                                           | 410-415 | - Primo re visigoto nella penisola iberica |
| Sigerico  |          | Autoproclamatosi re dopo aver assassinato Ataulfo, rivale di Valia                                                      | 415     | - Regnò per una settimana nell'agosto o nel settembre del 415 |
| Vallia    |          | Fratello di Ataulfo | 415-418 | - Sconfisse definitivamente i Vandali Silingi e gli Alani nell'Hispania. |

## Regno di Tolosa (418-507)
| Sovrano      | Ritratto | Ascesa al trono                                      | Regno   | Commento                                                                   |
| ------------ | -------- | ---------------------------------------------------- | ------- | -------------------------------------------------------------------------- |
| Teodorico I  |          | Genero o figlio bastardo di Alarico I                | 418-451 | Ucciso nella battaglia dei Campi Catalaunici                               |
| Torismondo   |          | Figlio di Teodorico, eletto re nei Campi Catalaunici | 451-453 |                                                                            |
| Teodorico II |          | Figlio di Teodorico, uccide il fratello Torismondo   | 453-466 | Governò con il fratello Federico (453–463)                                 |
| Eurico       |          | Figlio di Teodorico, uccide il fratello Teodorico II | 466-484 | - Codice di Eurico                                                         |
| Alarico II   |          | Figlio di Eurico                                     | 484-507 | - Breviarium alaricianum - Battaglia di Vouillé - Fine del regno di Tolosa |

## Interregno ostrogoto
| Sovrano             | Ritratto | Ascesa al trono                                                                     | Regno   | Commmento                                                                                            |
| ------------------- | -------- | ----------------------------------------------------------------------------------- | ------- | --- |
| Gesalico            |          | Figlio bastardo di Alarico II, nominato re dai nobili dopo la sconfitta di Vouillé. | 507-511 | - Evacuò quasi tutta la Gallia                                                                       |
| Amalarico           |          | Figlio di Alarico II, nominato re dal nonno, il re ostrogoto Teodorico il Grande    | 511-531 | - Reggenza del re ostrogoto Teodorico il Grande (511-526) - Corte istituita a Narbona, in Settimania |
| Teodorico il Grande |          | Re reggente dei Visigoti                                                            | 511-526 | - Re degli Ostrogoti dal 474 e d'Italia dal 493 - Reggente per suo nipote Amalrico                   |
| Teudi               |          | Generale ostrogoto, eletto dall'esercito                                            | 531-548 | |
| Teudiselo           |          | Generale ostrogoto, eletto dall'esercito                                            | 548-549 | |

## Regno di Toledo (549-720)
| Sovrano      | Sovrano      | Ritratto | Ascesa al trono                                                              | Regno       | Commento |
| ------------ | ------------ | -------- | ---------------------------------------------------------------------------- | ----------- | --- |
| Agila I      | Agila I      |          | Eletto dalla nobiltà con l'intenzione di cacciare gli Ostrogoti dal potere   | 549-555     | - Invasione bizantina nel 552 |
|              |              |          | Re rivale nella ribellione contro Agila I (551-555)                          | 551-567/8   | - Si stabilì nella capitale Toledo |
|              |              |          |                                                                              | 551-567/8   | - Si stabilì nella capitale Toledo |
| Atanagildo   |              |          |                                                                              | 551-567/8   | - Si stabilì nella capitale Toledo |
| Liuva I      | Liuva I      |          | Eletto re dall'aristocrazia di Settimania dopo un interregno di cinque mesi. | 567/8-572/3 | |
|              |              |          | Fratello di Liuva I                                                          | 570-586     | - Dopo la morte di Liuva, avvenuta nel 572/3, i suoi figli Ermenegildo e Recaredo salirono al trono. - Ribellione di Ermenegildo (580-584) - Conquista del Regno suebo (585) - Promulgazione del Codice di Leovigildo |
|              |              |          |                                                                              | 570-586     | - Dopo la morte di Liuva, avvenuta nel 572/3, i suoi figli Ermenegildo e Recaredo salirono al trono. - Ribellione di Ermenegildo (580-584) - Conquista del Regno suebo (585) - Promulgazione del Codice di Leovigildo |
| Leovigildo   |              |          |                                                                              | 570-586     | - Dopo la morte di Liuva, avvenuta nel 572/3, i suoi figli Ermenegildo e Recaredo salirono al trono. - Ribellione di Ermenegildo (580-584) - Conquista del Regno suebo (585) - Promulgazione del Codice di Leovigildo |
| Recaredo I   | Recaredo I   |          | Figlio di Leovigildo                                                         | 586-601     | - Concilio de Toledo III |
| Liuva II     | Liuva II     |          | Figlio di Recaredo I                                                         | 601-603     | |
| Viterico     | Viterico     |          | Si proclamò re dopo aver rovesciato e assassinato Liuva II                   | 603-610     | |
| Gundemaro    | Gundemaro    |          | Eletto dalla nobiltà dopo l'assassinio di Viterico                           | 610-612     | |
| Sisebuto     | Sisebuto     |          | Eletto dalla nobiltà                                                         | 612-621     | |
| Recaredo II  | Recaredo II  |          | Figlio di Sisebuto                                                           | 621         | |
| Suintila     | Suintila     |          | Eletto dalla nobiltà                                                         | 621-631     | - Fine della Spagna bizantina - Nel 626 associò al trono il figlio Ricimero. - Deposto dalla ribellione di Sisenando (631)                                                                                            |
| Sisenando    | Sisenando    |          | Si proclamò re dopo aver rovesciato Suintila                                 | 631-636     | - Ribellione di Ludila (633) |
| Chintila     | Chintila     |          | Eletto dalla nobiltà                                                         | 636-639     | |
| Tulga        | Tulga        |          | Figlio di Chintila                                                           | 639-642     | |
| Chindasvinto | Chindasvinto |          | Re rivale di Tulga, riconosciuto come re dopo la sua morte                   | 642-653     | - Effettuò purghe tra i nobili che si erano mostrati contrari alla sua ascesa al trono. |
|              |              |          | Figlio di Chindasvinto                                                       | 649-672     | - Associato al trono (649-653) - Promlungazione del Codice visigoto |
|              |              |          |                                                                              | 649-672     | - Associato al trono (649-653) - Promlungazione del Codice visigoto |
| Recesvinto   |              |          |                                                                              | 649-672     | - Associato al trono (649-653) - Promlungazione del Codice visigoto |
| Vamba        | Vamba        |          | Eletto dalla nobiltà                                                         | 672-680     | - Ribellione di Paolo (673), che segregò la Narbonense e parte della Tarraconense - Deposto da una congiura |
|              | Paolo (673)  |          |                                                                              | 672-680     | - Ribellione di Paolo (673), che segregò la Narbonense e parte della Tarraconense - Deposto da una congiura |
|              |              |          |                                                                              | 672-680     | - Ribellione di Paolo (673), che segregò la Narbonense e parte della Tarraconense - Deposto da una congiura |
| Ervige       | Ervige       |          | Indicato da Vamba come suo successore                                        | 680-687     | |
| Egica        | Egica        |          | Genero di Ervige                                                             | 687-702     | - Ribellione di Suniefredo (692-693) |
|              |              |          | Figlio di Egica                                                              | 700-710     | - Associato al trono dal 695/697 e come coreggente (700-702) |
|              |              |          |                                                                              | 700-710     | - Associato al trono dal 695/697 e come coreggente (700-702) |
| Witiza       |              |          |                                                                              | 700-710     | - Associato al trono dal 695/697 e come coreggente (700-702) |
| Roderico     |              |          |                                                                              | 710-711     | - Sconfitti dai musulmani nella battaglia del Guadalete nel 711 |
| Roderico     | Agila II     |          |                                                                              | 710-711     | - Sconfitti dai musulmani nella battaglia del Guadalete nel 711 |
| Agila II     | Agila II     |          |                                                                              | 710-713     | - Eletto re a Narbonense e Tarraconense contro l'elezione di Rodrigo |
| Ardo         | Ardo         |          | Scelto come successore di Agila II                                           | 713-720     | - Regnò a Narbonense. |

Il regno visigoto terminò con la conquista della penisola iberica da parte dei Mori islamici. Il visigoto Pelagio fondò nel 718 il Regno delle Asturie, nucleo della successiva Reconquista cristiana.